# Qovlarsarı
Qovlarsarı è un comune dell'Azerbaigian situato nel distretto di Samux. Conta una popolazione di 1 210 abitanti.